# Grand Production
Grand Production d.o.o. ist ein Medienunternehmen mit Sitz in Novi Beograd (Serbien), das als Plattenlabel, Zeitschriftenverlag sowie Produktionsfirma für Fernsehprogramme fungiert. Die erfolgreiche wöchentliche Castingshow Zvezde Granda, die im gesamten ehemaligen Jugoslawien sehr populär ist, wird von Grand produziert.
Seit 2019 gehört die Grand Production zur United Media Network AG. (Schweiz), welche wiederum Teil der United Group B.V. (Niederlande) ist.

## Firmengeschichte
Die Grand Production wurde 1998 von Aleksandar Saša Popović und Lepa Brena gegründet – beide Mitglieder der einst populären Band Slatki Greh. Auslöser war, dass im selben Jahr das ehemalige Musiklabel ZaM (Zabava miliona/Entertainment of Millions) seinen Besitzer wechselte, was Popović und Lepa Brena dazu veranlasste, ZaM zu verlassen und ein eigenes Label zu gründen.
Am 3. Dezember 1998 wurde erstmals die Unterhaltungsmusikshow Grand Show ausgestrahlt, sodass dieses Datum als „Geburtsstunde“ der Grand Production gilt. In der Grand Show traten regelmäßig auch nationale und internationale Künstler anderer Plattenlabels, wie beispielsweise Ruslana, Azis und Gabriela Španić, auf.
Bereits in den ersten zwei Jahren seines Bestehens konnten, neben Lepa Brena selbst, Mile Kitić, Jana, Dragana Mirković, Ana Bekuta, Jelena Karleuša und im Laufe der Jahre auch Ceca, Aca Lukas, Viki Miljković, Reni Alekandrova Gaitandžieva (bulg. Рени Александрова Гайтанджиева), Seka Aleksić, Dara Bubamara und zahlreiche weitere Interpreten von Grand unter Vertrag genommen werden. Diese waren in aller Regel den Musikrichtungen Pop-Folk, Folk, oder Turbo-Folk zuzuordnen. Mit dem Wechsel von renommierten Interpreten der Volksmusik, wie Lepa Lukić, Predrag Gojković – Cune, Snežana Đurišić, Vesna Zmijanac, Esma Redžepova und Dragan Predrag Živković – Tozovac, konnte die Grand Production ihr Immage, welches oft mit Kitsch und minderwertiger Kultur in Verbindung gebracht wurde, verbessern. Auch Pop- und Rockinterpreten, wie Neda Ukraden, Željko Samardžić, Đorđe David, Marija Šerifović, oder Tijana Dapčević veröffentlichten Alben bei Grand.
Im Jahr 2019 verkauften Lepa Brena und Popović ihre Firmenanteile an United Media, wobei beide für Grand tätig blieben.

## Fernsehsendungen
Seit der Gründung im Jahre 1998 hat das Unternehmen viele Musiksendungen zur Promotion der eigenen Produktionen kreiert.
Von 1998 an wurden diese auf dem Netzwerk RTV Pink weltweit ausgestrahlt, bis Grand 2014, unter großem Medienecho, mit allen Formaten zur Prva srpska televizija wechselte und parallel der Fernsehsender Grand (Anfangs „Grand Narodna Televizija“) startete. Dieser produziert ein Vollzeitprogramm und operiert als Bezahlfernsehen.
Neben konventionellen Musiksendungen, veranstaltet Grand Production auch Castingshows, wie zum Beispiel Zvezde Granda. Der Gewinner dieses Wettbewerbs erhält die Möglichkeit einen Vertrag über fünf Jahre mit Grand abzuschließen. Die Wettbewerbe werden im gesamten ehemaligen Jugoslawien ausgestrahlt, weshalb auch die Teilnehmer im gesamten Sendegebiet gecastet werden. Über die Jahre konnten Teilnehmer aus fast allen ehemaligen Teilrepubliken Siege verbuchen, wobei jene aus Bosnien und Herzegowina und Serbien am erfolgreichsten waren.
Die meisten Formate des TV-Senders Grand werden direkt nach der Ausstrahlung auf YouTube kostenlos zur Verfügung gestellt.
Bekannte Sendungen
- Grand Show
- Grand Parada
- Fantastic Show
- Grand Magazin
- Grand News

Castingshows
- Zvezde Granda (Grand Stars, seit 2004, Teilnehmer zwischen 16 und 40 Jahren)
- Neki novi klinci (Die neuen Knirpse, seit 2015, Teilnehmer bis 15 Jahren)
- Nikad nije kasno (Es ist nie zu spät, seit 2015, Teilnehmer ab 40 Jahren)

## Grand Festival
Das Unternehmen organisierte von 2006, bis 2014  das Grand Festival. Das Festival hatte Wettbewerbscharakter. Die Teilnehmer waren aus der auf dem Balkan bekannten pop-folk-, turbo-folk- und Volksmusik. Grand Festival erstreckte sich über mehrere Abende, bestehend aus zwei Halbfinalen, sowie einem Finale. Das Publikum und Fachjuries aus den Teilrepubliken wählten den Sieger des Wettbewerbs, der eine Trophäe und ein Preisgeld gewann.